# Globba paniculata
Globba paniculata är en enhjärtbladig växtart som beskrevs av Theodoric Valeton. Globba paniculata ingår i släktet Globba och familjen Zingiberaceae.
Artens utbredningsområde är Sumatera. Inga underarter finns listade i Catalogue of Life.